# Дерюжинские
Дерюжинские — старинный дворянский род (белорусская шляхта).
Были записаны в родословные книги дворянства Смоленской и Калужской губерний.

## Известные представители
- Дерюжинский, Фёдор Тимофеевич — юрист, Смоленский губернский прокурор (1868—1870).
  - Дерюжинский, Николай Фёдорович (1855 — после 1917) — товарищ государственного секретаря (1906—1917), сенатор.
  - Дерюжинский, Сергей Фёдорович (1856—1915) — русский врач, хирург.
  - Дерюжинский Александр Фёдорович (1859—?) — поверенный Московского коммерческого суда.
  - Дерюжинский, Владимир Фёдорович (1861—1920) — юрист, профессор.
    - Дерюжинский, Глеб Владимирович (1888—1975) — американский скульптор.
      - Дерюжинский, Глеб Глебович (1925—2011) — американский фотограф.

  - Дерюжинский, Константин Фёдорович (1863—?) — юрист и оперный певец.

## Рекомендуемая литература
- Муромцева М. Муромцевы и Дерюжинские. Моя семья. Повествование в документах, воспоминаниях, письмах. — М.: ИЦ Москвоведение, 2016. — 1544 с. — ISBN 978-5-905118-70-8.